# Дискографія Kiss
У цій статті представлено дискографію американського рок — гурту Kiss. Гурт утворився 1973 року і спочатку складався з басиста Джина Сіммонса, ритм-гітариста Пола Стенлі, гітариста Ейса і ударника Пітера Крісса. То був найвпізнаваніший і успішний склад, який тримався до відходу Крісса в 1980 році. Група відома за свій макіяж і сценічні кривляння, що вплинули на багатьох артистів, які пізніше використали подібні ефекти у своїх концертах.
Однойменний дебютний альбом гурту вийшов 1974 року. Попри постійні гастролі та акції, альбом досяг лише 87-го місця в чарті Billboard, без хіт-сингла. Наступний альбом, Hotter than Hell (1974), був ще більшим розчаруванням, посівши максимум 100-те місце і швидко покинувши чарти. Dressed to Kill, що вийшов 1975 року, був набагато успішнішим, увірвавшись до топ-40, але лейбл гурту, Casablanca, був на межі банкрутства і потребував комерційного прориву. Цього пізніше вдалося досягнути після першого топ-10 альбому як для Casablanca так і Kiss, подвійного концертного альбому, Alive!, який містить хіт, що посів 12-те місце «Rock and Roll All Nite». Наступні три альбоми, Destroyer, Rock and Roll Over і Love Gun були успішними, досягши платинового статусу і містячи топ-20 сингли (зокрема баладу «Beth», що посіла 7-ме місце в США, найвище для гурту в цій країні).
Їхній сьомий студійний альбом, Dynasty, бувши музичним відступом, мав світовий успіх, багато в чому завдяки світовому хіту, «I Was Made for Lovin' You». Наступні три альбоми, Unmasked, Music From The Elder і Creatures of the Night, були комерційними невдачами вдома, попри те, що гурт зберіг популярність у багатьох інших частинах світу. Lick It Up був першим альбомом гурту без макіяжу і отримав золотий сертифікат. Наступні студійні релізи (Animalize, Asylum, Crazy Nights, Smashes, Thrashes & Hits) були успішнішими й Kiss частково повернули колишню славу (хоча й не до рівня розквіту 1970-х). Hot in the Shade був найнижчим у чартах альбомом ери unmasked era в США, попри успіх топ-10 power балади «Forever».
На своєму 16-му студійному альбомі, Revenge, Kiss спробували модернізувати своє звучання в 1990-х роках важчими піснями. Альбом спочатку посів #6 в чарті Billboard 200, і швидко досяг золотого статусу в США. 1997 року Carnival of Souls: The Final Sessions вийшов після реюніон-туру і не отримував багато промоції. Все ж він здобув золотий статус у США, попри те, що лише один сингл з нього один «Jungle», досягнув № 8 у Hot Mainstream Rock Tracks. Після дуже успішного реюніон, в 1998 році вийшов Psycho Circus, який мав помірний успіх. Лише через 11 років, 2009-го, вийшов наступний альбом Sonic Boom]]. 9 жовтня 2012 року гурт випустив 20-й студійний альбом Monster. На сьогодні Kiss має 21 млн примірників сертифікованих RIAA в США. Гурт має 30 золотих альбомів станом на липень 2015.

## Студійні альбоми
| Рік  | Назва                                                                                            | Місця в чартах | Місця в чартах | Місця в чартах | Місця в чартах | Місця в чартах | Місця в чартах | Місця в чартах | Місця в чартах | Місця в чартах | Сертифікації (таблиця продажів та сертифікатів)       |
| Рік  | Назва                                                                                            | США            | АВС            | КАН            | НІМ            | НІД            | НОЗ            | НОР            | ШВЕ            | ВЕЛ            | Сертифікації (таблиця продажів та сертифікатів)       |
| ---- | ------------------------------------------------------------------------------------------------ | -------------- | -------------- | -------------- | -------------- | -------------- | -------------- | -------------- | -------------- | -------------- | ----------------------------------------------------- |
| 1974 | Kiss - Вихід: 8 лютого 1974 - Лейбл: Casablanca (#7001) - Формат: CD, LP, CS                     | 87             | —              | 82             | —              | —              | 38             | —              | —              | —              | - : Золотий - : Золотий                               |
| 1974 | Hotter Than Hell - Вихід: 22 жовтня 1974 - Лейбл: Casablanca (#7006) - Формат: CD, LP, CS        | 100            | 98             | 91             | —              | —              | —              | —              | —              | —              | - : Золотий                                           |
| 1975 | Dressed to Kill - Вихід: 19 березня 1975 - Лейбл: Casablanca (#7016) - Формат: LP, CD, CS        | 32             | —              | 26             | —              | —              | —              | —              | —              | —              | - : Золотий                                           |
| 1976 | Destroyer - Вихід: 15 березня 1976 - Лейбл: Casablanca (#7025) - Формат: CD, LP, CS              | 11             | 6              | 6              | 36             | —              | 16             | 25             | 4              | 22             | - : 2× Платиновий                                     |
| 1976 | Rock and Roll Over - Вихід: 1 листопада 1976 - Лейбл: Casablanca (#7037) - Формат: LP, CD, CS    | 11             | 16             | 7              | 39             | —              | —              | —              | 9              | —              | - : Платиновий                                        |
| 1977 | Love Gun - Вихід: 17 червня 1977 - Лейбл: Casablanca (#7057) - Формат: CD, LP, CS                | 4              | 13             | 3              | 18             | —              | —              | —              | 6              | —              | - : Платиновий                                        |
| 1979 | Dynasty - Вихід: 29 травня 1979 - Лейбл: Casablanca (#7152) - Формат: LP, CD, CS                 | 9              | 2              | 6              | 8              | 1              | 2              | 34             | 17             | 50             | - : Платиновий - : 2× Платиновий - NED: Платиновий    |
| 1980 | Unmasked - Вихід: 29 травня 1980 - Лейбл: Casablanca (#7225) - Формат: LP, CD, CS                | 35             | 3              | 12             | 4              | 5              | 1              | 1              | 17             | 48             | - : Золотий - : Золотий                               |
| 1981 | Music From The Elder - Вихід: 16 листопада 1981 - Лейбл: Casablanca (#7261) - Формат: LP, CD, CS | 75             | 11             | —              | 10             | 39             | —              | 7              | 19             | 51             | - : 375,000                                           |
| 1982 | Creatures of the Night - Вихід: 28 жовтня 1982 - Лейбл: Casablanca (#7270) - Формат: LP, CD, CS  | 45             | 33             | —              | 42             | 34             | —              | 31             | 22             | 22             | - : Золотий - BRA: Золотий                            |
| 1983 | Lick It Up - Вихід: 18 вересня 1983 - Лейбл: Mercury (#814-297-1) - Формат: LP, CD, CS           | 24             | 36             | 46             | 18             | 14             | —              | 7              | 3              | 7              | - : Платиновий - : Золотий                            |
| 1984 | Animalize - Вихід: 13 вересня 1984 - Лейбл: Mercury (#822-495-1) - Формат: LP, CD, CS            | 19             | 40             | 41             | 25             | 17             | —              | 14             | 8              | 11             | - : Платиновий - : Платиновий - : Золотий             |
| 1985 | Asylum - Вихід: 16 вересня 1985 - Лейбл: Mercury (#826-099-1) - Формат: LP, CD, CS               | 20             | 89             | 54             | 43             | 34             | —              | 11             | 3              | 12             | - : Золотий - : Золотий                               |
| 1987 | Crazy Nights - Вихід: 18 вересня 1987 - Лейбл: Mercury (#832-626-1) - Формат: LP, CD, CS         | 18             | 24             | 21             | 44             | 44             | —              | 8              | 11             | 4              | - : Платиновий - : Платиновий - : Золотий - : Золотий |
| 1989 | Hot in the Shade - Вихід: 17 жовтня 1989 - Лейбл: Mercury (#838-913-1) - Формат: LP, CD, CS      | 29             | 30             | 46             | 46             | —              | —              | 8              | 29             | 35             | - : Золотий - : Платиновий                            |
| 1992 | Revenge - Вихід: 19 травня 1992 - Лейбл: Mercury (#848-037-1) - Формат: LP, CD, CS               | 6              | 5              | 11             | 16             | 46             | —              | 4              | 10             | 10             | - : Золотий - : Золотий                               |
| 1997 | Carnival of Souls - Вихід: 28 жовтня 1997 - Лейбл: Mercury (#536-323-2) - Формат: LP, CD, CS     | 27             | 54             | 32             | 36             | 66             | —              | 23             | 29             | —              | - : 181,000                                           |
| 1998 | Psycho Circus - Вихід: 22 вересня 1998 - Лейбл: Mercury (#558-992-2) - Формат: LP, CD, CS        | 3              | 1              | 2              | 5              | 51             | —              | 4              | 1              | 47             | - : Золотий - : Золотий - : Золотий                   |
| 2009 | Sonic Boom - Вихід: 6 жовтня 2009 - Лейбл: Kiss Records (#2009-01) - Формат: LP, CD, CS          | 2              | 22             | 2              | 4              | 13             | —              | 2              | 3              | 24             | - : 325,000 - NOR: Золотий                            |
| 2012 | Monster - Вихід: 9 жовтня 2012 - Лейбл: Universal - Формат: LP, CD, CS                           | 3              | 7              | 3              | 6              | 17             | —              | 2              | 4              | 21             | - : 200,000                                           |

## '78 solo albums
| Рік  | Title                                                                | Місця в чартах | Місця в чартах | Місця в чартах | Сертифікації (таблиця продажів та сертифікатів) |
| Рік  | Title                                                                | США            | АВС            | КАН            | Сертифікації (таблиця продажів та сертифікатів) |
| ---- | -------------------------------------------------------------------- | -------------- | -------------- | -------------- | ----------------------------------------------- |
| 1978 | Gene Simmons - Вихід: 18 вересня 1978 - Лейбл: Casablanca (#LP-7120) | 22             | 32             | 21             | - : Платиновий - : Золотий                      |
| 1978 | Ace Frehley - Вихід: 18 вересня 1978 - Лейбл: Casablanca (#LP-7121)  | 26             | 48             | 34             | - : Платиновий - : Золотий                      |
| 1978 | Peter Criss - Вихід: 18 вересня 1978 - Лейбл: Casablanca (#LP-7122)  | 43             | 59             | 52             | - : Платиновий - : Золотий                      |
| 1978 | Paul Stanley - Вихід: 18 вересня 1978 - Лейбл: Casablanca (#LP-7123) | 40             | 58             | 43             | - : Платиновий - : Золотий                      |

## Концертні альбоми
| Рік  | Title                                                                                         | Місця в чартах | Місця в чартах | Місця в чартах | Місця в чартах | Місця в чартах | Місця в чартах | Місця в чартах | Сертифікації (таблиця продажів та сертифікатів) |
| Рік  | Title                                                                                         | США            | АВС            | КАН            | НІМ            | НОР            | ШВЕ            | ВЕЛ            | Сертифікації (таблиця продажів та сертифікатів) |
| ---- | --------------------------------------------------------------------------------------------- | -------------- | -------------- | -------------- | -------------- | -------------- | -------------- | -------------- | ----------------------------------------------- |
| 1975 | Alive! - Вихід: 10 вересня 1975 - Лейбл: Casablanca (#LP-7020)                                | 9              | 13             | 3              | —              | 31             | 22             | 49             | - : Золотий - : Золотий - : Золотий             |
| 1977 | Alive II - Вихід: 14 жовтня 1977 - Лейбл: Casablanca (#LP-7076)                               | 7              | 17             | 5              | —              | —              | 28             | 60             | - : 2× Платиновий - : Платиновий - : Золотий    |
| 1993 | Alive III - Вихід: 18 травня 1993 - Лейбл: Mercury (#514-777-2)                               | 9              | 14             | 9              | 57             | 15             | 20             | 24             | - : Золотий - : Золотий                         |
| 1996 | Kiss Unplugged - Вихід: 12 березня 1996 - Лейбл: Mercury (#528-950-1)                         | 15             | 4              | 15             | 47             | 9              | 5              | 74             | - : Золотий - ARG: Золотий                      |
| 1996 | You Wanted the Best, You Got the Best!! - Вихід: 25 червня 1996 - Лейбл: Mercury (#532-741-1) | 17             | 26             | 34             | —              | 29             | 25             | —              | - : Золотий                                     |
| 2003 | Kiss Symphony: Alive IV - Вихід: 22 липня 2003 - Лейбл: Sanctuary (#06076-84624-2)            | 18             | 14             | 10             | 15             | 5              | 23             | —              | - : Золотий - : 137,000                         |
| 2006 | Alive! The Millennium Concert - Вихід: 21 листопада 2006 - Лейбл: Universal (#0007586-02)     | 167            | —              | —              | —              | —              | —              | —              | - : 49,000                                      |
| 2016 | Kiss Rocks Vegas - Вихід: 26 серпня 2016 - Лейбл: Eagle Rocks Entertainment                   | —              | —              | —              | 24             | —              | —              | —              |                                                 |

## Instant Livealbums
| Рік  | Title                                                       | Місця в чартах | Місця в чартах | Місця в чартах | Місця в чартах | Сертифікації (таблиця продажів та сертифікатів) |
| Рік  | Title                                                       | США            | АВС            | НІМ            | ВЕЛ            | Сертифікації (таблиця продажів та сертифікатів) |
| ---- | ----------------------------------------------------------- | -------------- | -------------- | -------------- | -------------- | ----------------------------------------------- |
| 2004 | Instant Live - Вихід: 2004 - Лейбл: Clear Channel           | —              | —              | —              | —              | —                                               |
| 2008 | Alive 35 - Вихід: 2008—2009 - Лейбл: Clear Channel          | —              | —              | —              | —              | —                                               |
| 2010 | Sonic Boom Over Europe - Вихід: 2010 - Лейбл: Clear Channel | —              | —              | —              | —              | —                                               |

## Збірки
| Рік  | Title | Місця в чартах | Місця в чартах | Місця в чартах | Місця в чартах | Місця в чартах | Місця в чартах | Місця в чартах | Сертифікації (таблиця продажів та сертифікатів)       | Newly released content |
| Рік  | Title | США            | АВС            | КАН            | НІМ            | НОР            | ШВЕ            | ВЕЛ            | Сертифікації (таблиця продажів та сертифікатів)       | Newly released content |
| ---- | --- | -------------- | -------------- | -------------- | -------------- | -------------- | -------------- | -------------- | ----------------------------------------------------- | ---------------------- |
| 1978 | Double Platinum - Вихід: 2 квітня 1978 - Лейбл: Casablanca (#LP-7100)                                          | 22             | 17             | 15             | —              | —              | —              | —              | - : Платиновий - : Золотий - : Золотий                | Yes                    |
| 1982 | Killers - Вихід: 15 червня 1982 - Лейбл: Phonogram (#6302-193)                                                 | —              | 21             | —              | 28             | 6              | 41             | —              | - : 15,000                                            | Yes                    |
| 1988 | Chikara - Вихід: 25 травня 1988 - Лейбл: Polystar (#P30R-20008)                                                | —              | —              | —              | —              | —              | —              | —              | —                                                     | Yes                    |
| 1988 | Smashes, Thrashes & Hits - Вихід: 15 листопада 1988 - Лейбл: Mercury (#836-427-1)                              | 21             | 38             | 53             | 65             | 13             | 30             | 62             | - : 2× Платиновий - : Платиновий                      | Yes                    |
| 1997 | Greatest Kiss - Вихід: 8 квітня 1997 - Лейбл: Mercury (#534-299-2)                                             | 77             | 11             | —              | 64             | 25             | 3              | 58             | - ARG: Золотий - : Платиновий - : Золотий - : 413,000 | Yes                    |
| 1999 | Greatest Hits - Вихід: 18 червня 1999 - Лейбл: Polygram                                                        | —              | —              | —              | —              | —              | —              | —              | - : Золотий                                           | No                     |
| 2002 | The Very Best of Kiss - Вихід: 27 серпня 2002 - Лейбл: Mercury (#440 063 122-2)                                | 52             | 61             | 33             | 80             | 16             | 30             | —              | - : Золотий - ARG: Золотий                            | No                     |
| 2003 | The Millennium Collection: The Best of Kiss - Вихід: 5 серпня 2003 - Лейбл: Universal (#0000827-02)            | 132            | —              | —              | —              | —              | —              | —              | - : Золотий                                           | No                     |
| 2004 | The Best of Kiss, Volume 2: The Millennium Collection - Вихід: 15 червня 2004 - Лейбл: Universal (#0002549-02) | —              | —              | —              | —              | —              | —              | —              | - : 97,000                                            | No                     |
| 2005 | Gold - Вихід: 11 січня 2005 - Лейбл: Universal (#6-02498-63154-2)                                              | —              | —              | —              | —              | —              | —              | —              | - : 149,000                                           | No                     |
| 2006 | The Best of Kiss, Volume 3: The Millennium Collection - Вихід: 10 жовтня 2006 - Лейбл: Universal (#0007332-02) | —              | —              | —              | —              | —              | —              | —              | - : 11,000                                            | No                     |
| 2008 | Jigoku-Retsuden - Вихід: 27 серпня 2008 - Лейбл: Sony (#58)                                                    | —              | —              | —              | —              | —              | —              | —              | —                                                     | Yes                    |
| 2014 | Kiss 40 - Вихід: 23 травня 2014 - Лейбл: Universal                                                             | 30             | 31             | —              | —              | —              | —              | —              | —                                                     | Yes                    |
| 2017 | Kissworld: The Best of Kiss - Вихід: 2 червня 2017; 25 січня 2019 (North America) - Лейбл: Universal           | —              | 60             | —              | 37             | —              | —              | 18             | —                                                     | No                     |

## Box set albums
| Рік  | Title                                                                                       | Місця в чартах                                                                              | Місця в чартах | Місця в чартах | Місця в чартах | Місця в чартах | Місця в чартах | Місця в чартах | Сертифікації (таблиця продажів та сертифікатів) | Newly released content |  |
| Рік  | Title                                                                                       | США                                                                                         | АВС            | КАН            | НІМ            | НОР            | ШВЕ            | ВЕЛ            | Сертифікації (таблиця продажів та сертифікатів) | Newly released content |  |
| ---- | ------------------------------------------------------------------------------------------- | ------------------------------------------------------------------------------------------- | -------------- | -------------- | -------------- | -------------- | -------------- | -------------- | ----------------------------------------------- | ---------------------- |  |
| 1976 | The Originals - Вихід: 21 липня 1976 - Лейбл: Casablanca (#LP-7032-3)                       | 36                                                                                          | —              | 54             | —              | —              | —              | —              | —                                               | No                     |  |
| 1978 | The Originals II - Вихід: 25 березня 1978 - Лейбл: Casablanca (#VIP-5504-6)                 | —                                                                                           | —              | —              | —              | —              | —              | —              | —                                               | No                     |  |
| 2001 | The Box Set - Вихід: 20 листопада 2001 - Лейбл: Mercury (#586 561-2)                        | 128                                                                                         | —              | —              | —              | —              | —              | —              | - : Золотий                                     | Yes                    |  |
| 2005 | Kiss Chronicles: 3 Classic Albums - Вихід: 21 червня 2005 - Лейбл: Mercury (#0004654-02)    | —                                                                                           | —              | —              | —              | —              | —              | —              | - : 10,000                                      | No                     |  |
| 2006 | Kiss Alive! 1975–2000 - Вихід: 21 листопада 2006 - Лейбл: Mercury (#0007586-02)             | 167                                                                                         | —              | —              | —              | —              | —              | —              | - : 49,000                                      | Yes                    |  |
| 2008 | Ikons - Вихід: 21 жовтня 2008 - Лейбл: Universal (#001189802)                               | —                                                                                           | —              | —              | —              | —              | 42             | —              | - : 13,000                                      | No                     |  |
| 2012 | The Casablanca Singles 1974—1982 - Вихід: 13 листопада 2012 - Лейбл: Universal (#LP-7032-3) | —                                                                                           | —              | —              | —              | —              | —              | —              | —                                               | No                     |  |
| 2014 | Kissteria — The Ultimate Vinyl Case - Вихід: June 2014 - Лейбл: Universal                   | —                                                                                           | —              | —              | —              | —              | —              | —              | —                                               | No                     |  |
| 2018 |                                                                                             | KISS — The Solo Albums 40th Anniversary Collection - Вихід: October 2018 - Лейбл: Universal |                |                |                |                |                |                |                                                 |                        |  |

## Сингли
| Release           | Сингл                                                                          | Місця в чартахs | Місця в чартахs | Місця в чартахs | Місця в чартахs | Місця в чартахs | Місця в чартахs | Місця в чартахs | Місця в чартахs | Certification                                                        | Альбом                                |
| Release           | Сингл                                                                          | США             | США Rock        | АВС             | КАН             | НІМ             | НОЗ             | ШВЕ             | ВЕЛ             | Certification                                                        | Альбом                                |
| ----------------- | ------------------------------------------------------------------------------ | --------------- | --------------- | --------------- | --------------- | --------------- | --------------- | --------------- | --------------- | -------------------------------------------------------------------- | ------------------------------------- |
| 18 лютого 1974    | «Nothin' to Lose» / «Love Theme From KISS»                                     | —               | —               | —               | —               | —               | —               | —               | —               |                                                                      | Kiss                                  |
| 10 травня 1974    | «Kissin' Time» / «Nothin' to Lose»                                             | 83              | —               | —               | —               | —               | —               | —               | —               |                                                                      | Kiss                                  |
| 10 серпня 1974    | «Strutter» / «100,000 Years»                                                   | —               | —               | —               | —               | —               | —               | —               | —               |                                                                      | Kiss                                  |
| 22 жовтня 1974    | «Let Me Go, Rock 'n' Roll» / «Hotter Than Hell»                                | —               | —               | —               | —               | —               | —               | —               | —               |                                                                      | Hotter Than Hell                      |
| 2 квітня 1975     | «Rock and Roll All Nite» / «Getaway»                                           | 68              | —               | —               | 74              | —               | —               | —               | —               |                                                                      | Dressed to Kill                       |
| 10 липня 1975     | «C'mon and Love Me» / «Getaway»                                                | —               | —               | —               | —               | —               | —               | —               | —               |                                                                      | Dressed to Kill                       |
| 14 жовтня 1975    | «Rock and Roll All Nite» (live) / «Rock and Roll All Nite»                     | 12              | —               | 18              | 13              | —               | —               | —               | —               |                                                                      | Alive!                                |
| 1 березня 1976    | «Shout It Out Loud» / «Sweet Pain»                                             | 31              | —               | 45              | 1               | 32              | 40              | 16              | —               |                                                                      | Destroyer                             |
| 30 квітня 1976    | «Flaming Youth» / «God of Thunder»                                             | 74              | —               | —               | 73              | —               | —               | —               | —               |                                                                      | Destroyer                             |
| 28 липня 1976     | «Detroit Rock City» (edit) / «Beth»                                            | —               | —               | —               | 99              | 14              | —               | —               | —               |                                                                      | Destroyer                             |
| August 1976       | «Beth» / «Detroit Rock City» (edit)                                            | 7               | —               | 79              | 5               | —               | —               | —               | —               | - : Золотий - : Золотий                                              | Destroyer                             |
| 1 листопада 1976  | «Hard Luck Woman» / «Mr. Speed»                                                | 15              | —               | 67              | 15              | 34              | —               | —               | —               |                                                                      | Rock and Roll Over                    |
| 13 лютого 1977    | «Calling Dr. Love» / «Take Me»                                                 | 16              | —               | 93              | 2               | —               | —               | —               | —               |                                                                      | Rock and Roll Over                    |
| 1 червня 1977     | «Christine Sixteen» / «Shock Me»                                               | 25              | —               | 99              | 22              | 46              | —               | —               | —               |                                                                      | Love Gun                              |
| 31 липня 1977     | «Love Gun» / «I Stole Your Love»                                               | 61              | —               | —               | 41              | —               | —               | —               | —               |                                                                      | Love Gun                              |
| September, 1977   | «Then She Kissed Me» / «Almost Human»                                          | —               | —               | 78              | —               | —               | —               | —               | —               |                                                                      | Love Gun                              |
| 29 листопада 1977 | «Shout It Out Loud» (live) / «Nothin' to Lose» (live)                          | 54              | —               | —               | 74              | —               | —               | —               | —               |                                                                      | Alive II                              |
| 22 лютого 1978    | «Rocket Ride» (edit) / «Tomorrow and Tonight» (live)                           | 39              | —               | —               | 46              | —               | —               | —               | —               |                                                                      | Alive II                              |
| 2 квітня 1978     | «Strutter '78» (alternate version) / «Shock Me»                                | —               | —               | 89              | —               | —               | —               | —               | —               |                                                                      | Double Platinum                       |
| 20 травня 1979    | «I Was Made for Lovin' You» (edit) / «Hard Times»                              | 11              | —               | 2               | 1               | 2               | 1               | 19              | 50              | - : Золотий - NED: Золотий - : Золотий - JPN: Золотий - ITA: Золотий | Dynasty                               |
| 30 вересня 1979   | «Sure Know Something» / «Dirty Livin'»                                         | 47              | —               | 5               | 48              | 25[A]           | 11              | —               | —               |                                                                      | Dynasty                               |
| 1 червня 1980     | «Shandi» / «She's So European»                                                 | 47              | —               | 5               | 70              | 28              | —               | —               | —               |                                                                      | Unmasked                              |
| 24 серпня 1980    | «Talk to Me» / «Naked City»                                                    | —               | —               | 39              | —               | 32              | —               | —               | —               |                                                                      | Unmasked                              |
| 1 листопада 1980  | «Tomorrow» / «Naked City»                                                      | —               | —               | —               | —               | 70              | —               | —               | —               |                                                                      | Unmasked                              |
| 17 листопада 1981 | «A World Without Heroes» / «Dark Light»                                        | 56              | —               | —               | —               | —               | —               | —               | 55              |                                                                      | Music From The Elder                  |
| 17 листопада 1981 | «I» / «The Oath»                                                               | —               | —               | 24              | —               | 62              | —               | —               | —               |                                                                      | Music From The Elder                  |
| 13 жовтня 1982    | «I Love It Loud» / «Creatures of the Night»                                    | 102             | 22              | 76              | 45              | —               | —               | —               | —               |                                                                      | Creatures of the Night                |
| Листопад, 1982    | «Killer» / «I Love It Loud»                                                    | —               | —               | —               | —               | —               | —               | —               | —               |                                                                      | Creatures of the Night                |
| April, 1983       | «Creatures of the Night» / «Rock and Roll All Nite» (live)                     | —               | —               | —               | —               | —               | —               | —               | 34              |                                                                      | Creatures of the Night                |
| 18 вересня 1983   | «Lick It Up» / «Dance All Over Your Face»                                      | 66              | 19              | 82              | 32              | —               | —               | —               | 31              |                                                                      | Lick It Up                            |
| 6 лютого 1984     | «All Hell's Breakin' Loose» (edit) / «Not for the Innocent»                    | —               | —               | —               | —               | 71              | —               | —               | —               |                                                                      | Lick It Up                            |
| 19 вересня 1984   | «Heaven's on Fire» / «Lonely Is the Hunter»                                    | 49              | 11              | 62              | 46              | —               | —               | 19              | 43              |                                                                      | Animalize                             |
| 13 січня 1985     | «Thrills in the Night» (edit) / «Burn Bitch Burn»                              | —               | —               | —               | —               | —               | —               | —               | —               |                                                                      | Animalize                             |
| 16 вересня 1985   | «Tears Are Falling» / «Anyway You Slice It»                                    | 51              | 20              | —               | 83              | —               | —               | —               | 57              |                                                                      | Asylum                                |
| 18 серпня 1987    | «Crazy Crazy Nights» / «No, No, No»                                            | 65              | 37              | 34              | —               | —               | —               | —               | 4               |                                                                      | Crazy Nights                          |
| 1 листопада 1987  | «Reason to Live» / «Thief in the Night»                                        | 64              | 34              | 85              | —               | —               | —               | —               | 33              |                                                                      | Crazy Nights                          |
| 27 лютого 1988    | «Turn On the Night» / «Hell or High Water»                                     | —               | —               | —               | —               | —               | —               | —               | 41              |                                                                      | Crazy Nights                          |
| 11 жовтня 1988    | «Let's Put the X in Sex» / «Calling Dr. Love» (Remix)                          | 97              | —               | 49              | —               | —               | —               | —               | —               |                                                                      | Smashes, Thrashes & Hits              |
| 3 березня 1989    | «(You Make Me) Rock Hard» / «Strutter» (Remix)                                 | —               | —               | —               | —               | —               | —               | —               | —               |                                                                      | Smashes, Thrashes & Hits              |
| 17 жовтня 1989    | «Hide Your Heart» / «Betrayed»                                                 | 66              | 22              | 76              | 92              | —               | —               | —               | 59              |                                                                      | Hot in the Shade                      |
| 5 січня 1990      | «Forever» (Remix) / «The Street Giveth & the Street Taketh Away»               | 8               | 17              | 38              | 18              | —               | —               | —               | 65              |                                                                      | Hot in the Shade                      |
| 1 квітня 1990     | «Rise to It» (Remix) / «Silver Spoon»                                          | 81              | 40              | —               | —               | —               | —               | —               | —               |                                                                      | Hot in the Shade                      |
| 22 серпня 1991    | «God Gave Rock 'N' Roll to You II» (edit and album version)                    | —               | 21              | 18              | —               | 9               | —               | 24              | 4               |                                                                      | Revenge                               |
| 4 травня 1992     | «Unholy» / «God Gave Rock 'N' Roll to You II»                                  | —               | —               | —               | —               | 26              | —               | 19              | 26              |                                                                      | Revenge                               |
| 1992              | «Domino» (radio edit) / «Carr Jam 1981»                                        | —               | 26              | —               | —               | —               | —               | —               | —               |                                                                      | Revenge                               |
| 1992              | «I Just Wanna» (Radio EQ) / «I Just Wanna»                                     | —               | 34              | —               | —               | —               | —               | —               | —               |                                                                      | Revenge                               |
| 1992              | «Every Time I Look at You» / «Partners in Crime» (Remix)                       | —               | —               | —               | —               | —               | —               | 31              | —               |                                                                      | Revenge                               |
| 8 травня 1993     | «I Love It Loud» (live) / «Unholy» (live)                                      | —               | 22              | —               | —               | —               | —               | —               | —               |                                                                      | Alive III                             |
| 1996              | »Rock and Roll All Nite" (Unplugged) / «Every Time I Look at You» (Unplugged)  | —               | 13              | —               | 57              | —               | —               | —               | —               |                                                                      | Kiss Unplugged                        |
| 1997              | «Jungle» (radio edit) / «Jungle» (album version)                               | —               | 8               | —               | —               | —               | —               | —               | —               |                                                                      | Carnival of Souls: The Final Sessions |
| August 1998       | «Psycho Circus» / «Into the Void»                                              | —               | 1               | 22              | 10              | —               | —               | 4               | —               |                                                                      | Psycho Circus                         |
| 1998              | «We Are One» (radio edit) / «Psycho Circus» (radio edit)                       | —               | —               | 40              | —               | —               | —               | 31              | —               |                                                                      | Psycho Circus                         |
| 1998              | «I Finally Found My Way»                                                       | —               | —               | —               | —               | —               | —               | —               | —               |                                                                      | Psycho Circus                         |
| 23 листопада 1998 | «You Wanted the Best»                                                          | —               | 22              | —               | —               | —               | —               | —               | —               |                                                                      | Psycho Circus                         |
| 19 серпня 2009    | «Modern Day Delilah»                                                           | —               | 34              | —               | —               | —               | —               | 42              | —               |                                                                      | Sonic Boom                            |
| грудня 8, 2009    | «Say Yeah»                                                                     | —               | —               | —               | —               | —               | —               | —               | —               |                                                                      | Sonic Boom                            |
| 11 червня 2010    | «Never Enough»                                                                 | —               | —               | —               | —               | —               | —               | —               | —               |                                                                      | Sonic Boom                            |
| 2 липня 2012      | «Hell or Hallelujah»                                                           | —               | 36              | —               | —               | —               | —               | —               | —               |                                                                      | Monster                               |
| 23 жовтня 2012    | «Long Way Down»                                                                | —               | —               | —               | —               | —               | —               | —               | —               |                                                                      | Monster                               |
| 28 січня 2015     | «Yume no Ukiyo ni Saite Mi na» (with Momoiro Clover Z) (Japan-only release[B]) | —               | —               | —               | —               | —               | —               | —               | —               |                                                                      | Hakkin no Yoake (by Momoiro Clover Z) |

- A ↑  The single was first released with «Dirty Livin'» as the A-side and «Sure Know Something» as the B-side when it reached no. 25, and later released with «Sure Know Something» as the A-side and «Dirty Livin'» as the B-side.

The singles «Beth» and «I Was Made for Lovin' You» have been certified Gold by the RIAA and CRIA.
The single «Psycho Circus» has been certified Gold by the IFPI Sweden.
- B ↑  The single reached number 2 in Japan.[38]

## Movie soundtracks
- 1981: Endless Love — «I Was Made for Lovin' You»
- 1991: Нові пригоди Білла і Теда — «God Gave Rock 'N' Roll to You II»
- 1993: Dazed and Confused — «Rock and Roll All Nite»
- 1994: Швидкість — «Mr. Speed»
- 1996: Красиві дівчата — «Beth»
- 1999: Detroit Rock City — «Shout It Out Loud», «Detroit Rock City», «Nothing Can Keep Me from You»
- 2000: Lucky Numbers — «Heaven's on Fire»
- 2001: Rock Star — «Lick It Up»
- 2007: Геловін — «God of Thunder»
- 2009: I Love You, Beth Cooper — «Beth»
- 2011: The Dilemma — «Detroit Rock City»
- 2014: Супер Майк — «Calling Dr. Love»

## Інші появи
- 2003: We're a Happy Family: A Tribute to Ramones — «Do You Remember Rock 'n' Roll Radio?»
- 2014: The Art of McCartney — «Venus and Mars/Rock Show»
- 2015: Scooby-Doo! and Kiss: Rock and Roll Mystery — «Don't Touch My Ascot»